# Win-win
Win-Win (nguyên tắc thắng-thắng) là một trong những nguyên tắc cơ bản của nghệ thuật đàm phán, kinh doanh hiện đại. Theo nguyên tắc này, những người tham gia đàm phán, kinh doanh, hợp tác với nhau sẽ tôn trọng và chấp nhận nguyên tắc "đôi bên cùng có lợi" (win-win) và/ hoặc "các bên cùng có lợi" (win-win-win). Nguyên tắc này đảm bảo cho kết quả hợp tác bền vững hơn.